# Kniha Enos
Enos je název oddílu v Knize Mormonově, americkém náboženském díle, které roku 1830 vydal Joseph Smith. Její děj se má odehrávat okolo roku 420 př. n. l. Za autora je tradičně považován prorok Enos. Autorem však může být také americký teolog z 19. století, Joseph Smith.

## Vznik a pozadí
Kniha Enosova je součástí Knihy Mormonovy – náboženské knihy mormonského náboženství, která byla sepsána (přeložena) Josephem Smithem na počátku 19. století. Panují pochyby o to, zda je kniha skutečným historickým dokumentem.

## Obsah
Kniha obsahuje vidění proroka Enose o odpuštění jeho vlastních hříchů, stejně jako budoucí spásu Lamanitů, divokých indiánských národů v tehdejší Střední a Jižní Americe. Odehrává se kolem roku 420 př. Kr.